# 山寨手機
山寨手機（さんさいしゅき、シャンジャイショウジ、簡体字: 山寨手机、拼音: shānzhài shǒujī）とは、中国語で模倣携帯電話機のことである。同様の意味で「山寨機（簡体字では山寨机）」とも書かれ、フィンランドのノキアや米モトローラのような大手有名企業製の携帯電話機に似せて中国国内で製造され、微妙に機器のデザインやブランド・ロゴを変化させて完全な違法品としての中国国内での摘発を回避しながら、普通に販売されている携帯電話機である。

## 語源
「山寨」は元々は「山の要塞」、つまり「山賊のアジト」を意味し、転じて「(山賊などがアジトで密造してそうな)偽造品」を意味する。「手機」は携帯電話機のことである。

## 製品
「山寨手機」として販売される製品は当然、メーカー不詳となるが、これらの機器が「安かろう悪かろう」という低品質なものではなく、耐久性や信頼性は不明なものの、少なくとも機能面では海外からの輸入されてくる普及価格帯の製品よりも上級であり、MediaTek 社（後述）の持つ技術力によって模倣元となった海外製携帯電話機には備わっていない機能まで付加されることがある。

## 産業
既に年間1億台以上の産業規模に成長しているが、製造業者と流通業者は共に、無線機としての認証や中国国内の付加価値税も支払ってはいないとされる。
製造業者はほぼすべてがファブレス半導体メーカーである台湾 MediaTek 製の半導体を使用している。MediaTek の半導体を使って、例えば中国香港の Caixon（凱信通訊科技）社のような会社が製品設計を担当し、各製造会社へその設計デザインを販売している。
MediaTek が高度な機能まで含めたリファレンス・デザインを完成させ、提供しているので、中国国内の設計会社や山寨手機メーカーは元となる海外製品の意匠に手を加え、細かな構成部品の変更やソフトウェアの調整だけで製品化できる。この模倣携帯電話機の製造には、「世界の工場」となった中国国内の多様な生産能力が下支えしており、筐体や基板の製造も容易にこなせる実情がある。
元々は2002年4月に設立して、韓国のサムスン電子などの携帯電話機を販売し、その後は2005年から模倣携帯電話機を自社製造をはじめた天宇朗通（Beijing Tianyu Communication Equipment）社がある。同社は2009年現在では、中国の正規の携帯電話機メーカーの最大手として、国内の携帯電話機市場ではカメラ付き携帯電話が好評で、ノキア、サムスン電子、モトローラに次ぐ第4位、2007年にはレノボの携帯電話を抜いて1700万台を販売した。

### 衰退
だが、2012年以降、中国市場でも電話機の主流がスマートフォンに移ってくると、ファーウェイやZTEといったような正規のメーカーが新興国向けも含めて1000元程度で購入可能な端末を販売するようになってきた。さらには3Gを普及させたい通信事業者がインセンティブを付けることで、それらの正規端末でも本体の負担がほぼなくなることもあって、価格以外に魅力のない山寨手機の市場は縮小していっている。

## 類似機器
山寨筆記本
「山寨筆記本」とは模倣のノートパソコン（筆記本電脳）のことである。米インテルの普及価格帯ノートパソコン用CPUであるAtomが2008年10月以降に中国国内でも比較的容易に入手可能となり、携帯電話機に続いてノートパソコンの模倣品が深圳のような市場の店頭に多数現れている。

## 製品例
- Nokia製の“N96”の模倣製品では“N83”がある。[1]